# Духновская волость
Духновская волость — упразднённые административно-территориальная единица 3-го уровня и муниципальное образование со статусом сельского поселения в Опочецком районе Псковской области России.
Административный центр — деревня Духново.

## География
Территория волости граничила на западе с Болгатовской, на юге — с Глубоковской волостями Опочецкого района, на севере — с Новоржевским районом, на востоке — с Бежаницким районом Псковской области.

## Население
Численность населения Духновской волости по переписи населения 2002 года составила 675 жителей.

## Населённые пункты
В состав Духновской волости входила 41 деревня: Барсуки,
Белавино,
Бешенкино,
Болдино,
Бор,
Быково,
Волково,
Высокая Гора,
Глазово,
Глушнево,
Гнутики,
Голованово,
Дудино,
Духново,
Заборье,
Изгожье,
Искорки,
Карчуги,
Колкишкино,
Кошкино,
Куденково,
Кудеремцы,
Кунино,
Курочкино,
Лахово,
Лебединец,
Лёхово,
Липовец,
Лихово,
Михалкино,
Паниковец,
Пожар,
Тишково,
Ульяново,
Федосково,
Фомкино,
Чушково,
Шагино,
Шапкино,
Юрино,
Якушево.

## История
Постановлением Псковского областного Собрания депутатов от 26 января 1995 года все сельсоветы в Псковской области были переименованы в волости, в том числе Духновский сельсовет был превращён в Духновскую волость
Законом Псковской области от 28 февраля 2005 года в границах волости было также создано муниципальное образование Духновская волость со статусом сельского поселения с 1 января 2006 года в составе муниципального образования Опочецкий район со статусом муниципального района.
На референдуме 11 октября 2009 год было поддержано объединение  Духновской волости с соседней Болгатовской волостью.
Законом Псковской области от 3 июня 2010 года Духновская волость была упразднена, а её территория 1 июля 2010 года была включена в состав Болгатовской волости.